# Gran Premio d'Italia 1927
Il Gran Premio d'Italia 1927 è stato un Gran Premio automobilistico disputato all'autodromo di Monza il 4 settembre 1927.
Era valido come prova del Campionato mondiale costruttori 1927 organizzato dall'AIACR.

## Gara

### Resoconto
Il giorno della gara pioveva a dirotto, cosicché il Gran Premio è stato accorciato con breve preavviso di dieci giri, passando da 600 a 500 km.
Alla partenza Benoist ha preso il comando con la sua Delage e l'ha tenuto fino alla fine della gara. Dietro la Miller di Kreis si è arenata dopo pochi chilometri con un guasto al motore e anche Cooper non ha potuto far fronte alla vettura a trazione anteriore sulla pista bagnata. Già dopo i primi 100 km Benoist aveva doppiato l'intero schieramento una volta. Souders era inizialmente al 2º posto davanti ai due O.M. di Minoia e Morandi, ma poiché aveva perso il tappo del carburante, l'acqua piovana è entrata nel carburante, così che la sua Duesenberg si è fermata in pista al dodicesimo giro. Poco tempo dopo, Kreis è subentrato a Cooper alla guida della sua vettura, ma il distacco dal resto era già così grande che ha potuto raggiungere solo l'O.M. di Minoia, che correva solo su sette cilindri, fino alla fine della gara.
Benoist ha vinto con oltre 20 minuti di vantaggio su Morandi e più di mezz'ora su Kreis e Minoia negli ultimi due posti.

## Risultati
| Pos | N. | Pliota            | Vettura               | Giri | Tempo/ritiro        |
| --- | -- | ----------------- | --------------------- | ---- | ------------------- |
| 1   | 4  | Robert Benoist    | Delage 15 S 8         | 50   | 3h26'59"8           |
| 2   | 12 | Giuseppe Morandi  | OM 8C GP              | 50   | 3h49'32"6           |
| 3   | 10 | Earl Cooper       | Cooper-Miller Special | 50   | 4h02'05"8           |
| 3   | 10 | Peter Kreis       | Cooper-Miller Special | 50   | 4h02'05"8           |
| 4   | 6  | Ferdinando Minoia | OM 8C GP              | 50   | 4h02'28"6           |
| Rit | 8  | George Souders    | Duesenberg Special    | 13   | Acqua nel serbatoio |
| Rit | 2  | Peter Kreis       | Cooper-Miller Special | 1    | Motore              |